# Palli
Palli – wieś w Estonii, w prowincji Hiuma, w gminie Kõrgessaare.
W 2012 roku wieś liczyła 1 mieszkańca, tak jak i w październiku 2010 i w grudniu 2009 – 10.